# Lebréu

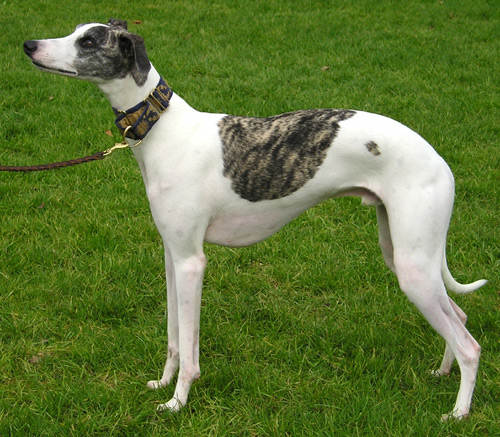
O Whippet mostra suas pernas longas, tórax profundo, e cintura estreita, características dos lébreis.

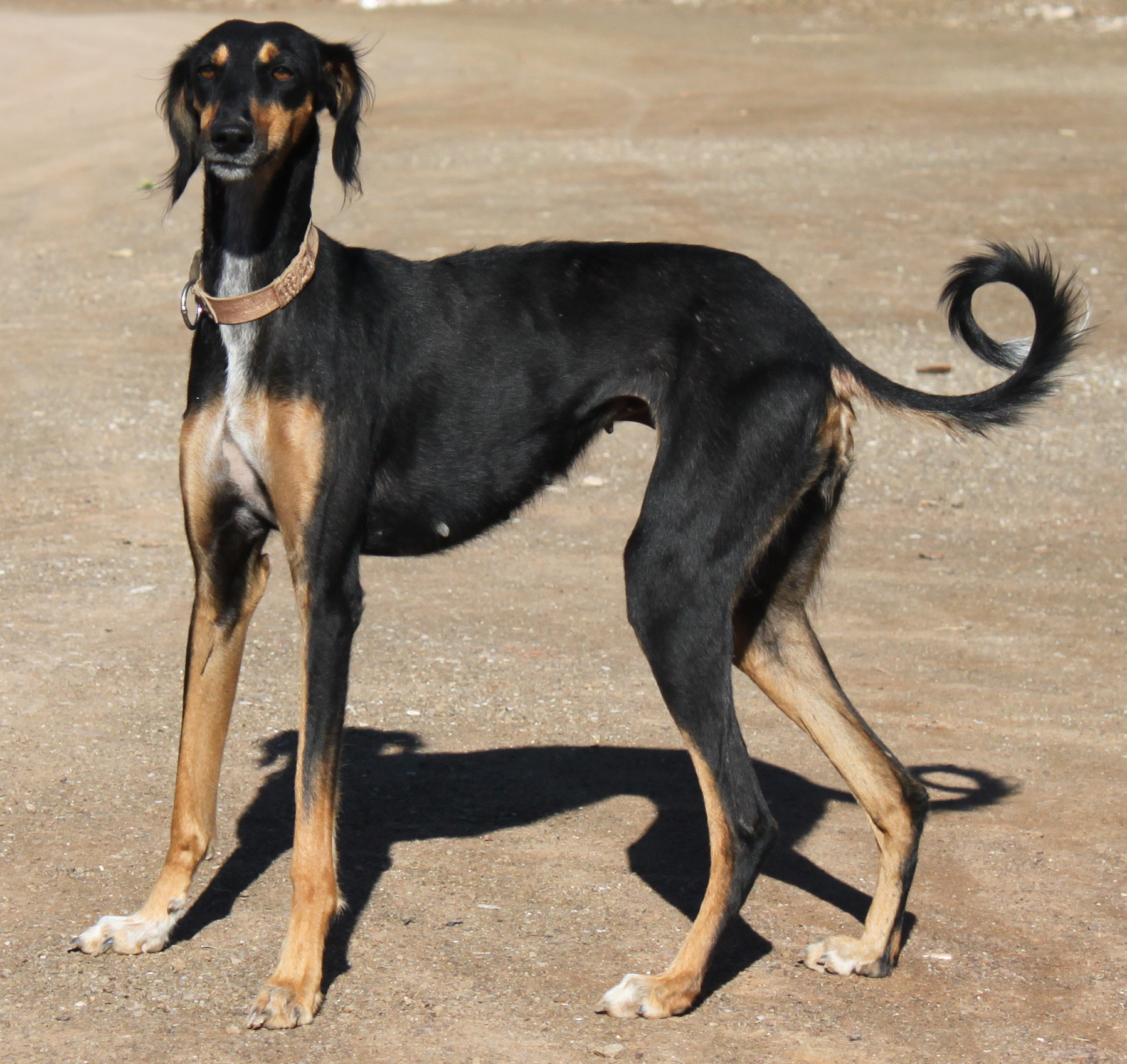
Um cão da raça persa saluki

Lebréu (em inglês:  Sighthound, ou Gazehound), lebrel, lebreiro ou galgo, é um tipo de cães de caça pertencente à família dos hounds e conhecidos por sua velocidade. Estes possuem como função original (principalmente) a caça à lebre, por isto o nome. Em contrapartida aos sabujos que usam o faro, os lebréus caçam principalmente pela visão. No sistema FCI, são classificados como sendo do grupo 10.
Estes cães se especializam em caçar a presa mantendo-a na sua linha de visão. Consequentemente, o cão precisa ser hábil em detectar movimentos rapidamente, então esses cães normalmente têm uma visão extremamente apurada e orelhas menores para não obstruir possíveis movimentos periféricos. Por causa de que as presas caçadas normalmente são bem rápidas e ágeis, como cervos e lebres, o cão também precisa ser bastante ágil e rápido, podendo chegar a mais de 60 km/h. Como resultado, a maioria destes têm pernas longas, para dar passos largos, um tórax profundo para suportar um sistema cardiovascular forte para as corridas, e um corpo magro e delgado para manter seu peso o menor possível.
Por causa desta velocidade, estes cães são muito usados para as corridas de cães na América do Norte, em particular as raças Greyhound e Whippet.

## Raças
Há várias raças e “híbridos” (como o Lurcher) do tipo lebréu, algumas são reconhecidas pela FCI.